# Boys and Girls (album)
Boys and Girls je šesté sólové studiové album anglického hudebníka Bryana Ferryho. Vydalo jej v červnu roku 1985 hudební vydavatelství E.G. Records. Nahráno bylo v několika různých studiích v letech 1983 až 1985 a o jeho produkci se spolu s Ferrym staral Rhett Davies. Na albu se vedle jiných podíleli například David Gilmour, Mark Knopfler či Nile Rodgers. V britské hitparádě (UK Album Charts) se album umístilo na první příčce; v americké (Billboard 200) na třiašedesáté.

## Seznam skladeb
| Pořadí | Název                | Autor               | Délka |
| ------ | -------------------- | ------------------- | ----- |
| 1.     | Sensation            | Bryan Ferry         | 5:07  |
| 2.     | Slave to Love        | Ferry               | 4:26  |
| 3.     | Don't Stop the Dance | Ferry, Rhett Davies | 4:19  |
| 4.     | A Waste Land         | Ferry               | 1:02  |
| 5.     | Windswept            | Ferry               | 4:31  |
| 6.     | The Chosen One       | Ferry               | 4:51  |
| 7.     | Valentine            | Ferry               | 3:47  |
| 8.     | Stone Woman          | Ferry               | 4:56  |
| 9.     | Boys and Girls       | Ferry               | 5:25  |

## Obsazení
- Bryan Ferry – zpěv, klávesy
- Guy Fletcher – klávesy
- David Gilmour – kytara
- Omar Hakim – bicí
- Neil Hubbard – kytara
- Neil Jason – baskytara
- Chester Kamen – kytara
- Mark Knopfler – kytara
- Tony Levin – baskytara
- Jimmy Maelen – perkuse
- Martin McCarrick – violoncello
- Marcus Miller – baskytara
- Andy Newmark – bicí
- Nile Rodgers – kytara
- David Sanborn – saxofon
- Keith Scott – kytara
- Alan Spenner – baskytara
- Anne Stephenson – smyčcové nástroje
- Jon Carin – klávesy
- Virginia Hewes – doprovodné vokály
- Ednah Holt – doprovodné vokály
- Fonzi Thornton – doprovodné vokály
- Ruby Turner – doprovodné vokály
- Alfa Anderson – doprovodné vokály
- Michelle Cobbs – doprovodné vokály
- Yanick Etienne – doprovodné vokály
- Colleen Fitz-Charles – doprovodné vokály
- Lisa Fitz-Charles – doprovodné vokály
- Simone Fitz-Charles – doprovodné vokály